# 中间党 (瑞士)
中间党（德語：Die Mitte），又称中间联盟（義大利語：Alleanza del Centro），是瑞士的一个中右翼政党。由瑞士基督民主人民党（CVP/PDC）和瑞士公民民主党（BDP/PBD）合并而成。2021年1月1日正式合并后，该党在国民院200席中占有28席，在联邦院46席中占有13席。马丁·普菲斯特是该党在联邦委员会的成员。

## 选举
在2019年瑞士联邦选举中，基督民主人民党在国民院选举中获得了11.6%的选票，获得了25个议席，而公民民主党获得了2.4%的选票，获得了3个议席。在联邦院选举中，基督民主人民党获得了13个议席。两党合计在国民院中获得了28个议席，与另外两个政党并列第四大党派。中间党仍然保持着联邦院第一大党的地位。